# Epidendrum oxycalyx
Epidendrum oxycalyx är en orkidéart som beskrevs av Eric Hágsater och Dodson. Epidendrum oxycalyx ingår i släktet Epidendrum och familjen orkidéer. Inga underarter finns listade i Catalogue of Life.